# Kraberk
Kraberk – wieś w Słowenii, w gminie Slovenske Konjice. W 2018 roku liczyła 70 mieszkańców.